# Робиния
Роби́ния (лат. Robinia) — небольшой род древесных растений семейства Бобовые (Fabaceae), представленные во флоре Северной Америки. Род Робиния был назван Карлом Линнеем в честь французских ботаников отца и сына Жана Робэна[fr] (1550—1629) и Веспасиана Робэна[fr] (1579—1662), которые завезли растение в Европу в 1601 году. В России и на Украине робинию ложноакациевую часто называют белой акацией.

## Распространение и экология
Происходят из Северной Америки. Натурализовалась повсюду в Европе, на севере и юге Африки, в зоне умеренного климата в Азии, Австралии и Новой Зеландии, на юге Южной Америки.
Разводят посевом семян весной, отсадкой корневой поросли, зелёными корневыми черенками.
| |
| |
| |
| Соцветия и листья (сверху вниз): Робиния псевдоакация, Робиния новомексиканская Робиния щетинистоволосая |

На территории бывшего СССР ископаемые остатки робинии Регеля (Robinia regelii Heer) были обнаружены в сарматских отложениях по берегам реки Раздан, а робинии псевдоакации (Robinia pseudoacacia L.) — в третичных отложениях недалеко от Владивостока. На территории Украины ископаемые остатки видов робинии Регеля и робинии псевдоакации обнаружены в сарматских отложениях возле села Амвросиевка (Донецкая область).

## Ботаническое описание
Некоторые виды — крупные деревья высотой 20—25 м (иногда — до 35 м), другие — кустарники высотой до 4 м.
Побеги без вершинной почки, пазушные. Почки маленькие, голые, скрытые летом в пазухах черешков листьев. Листья очерёдные, сложные непарноперистые; листочки супротивные, эллиптические или яйцевидные, на черешочках, каждый с мягким шиловидным прилистничком длиной 2—3 мм.
Цветки мотыльковые, белые, розовые или пурпурные, в пазушных кистях на побегах текущего года. Чашечка колокольчатая, с пятью широким зубцами, два верхних немного сросшиеся. Венчик белый или розовый, значительно длиннее чашечки, парус округлый, выгнутый назад, с коротким ноготком, несколько превышающий изогнутые крылья и лодочку. Тычинок 9—10, из них одна свободная; завязь на ножке, столбик с волосками.
Бобы продолговато-линейные, плоские, двустворчатые, многосемянные, раскрывающиеся заворачивающимися внутрь створками. Семена почковидные, гладкие.

## Значение и применение
Робинии культивируются главным образом как декоративные деревья, лишь робинию псевдоакацию используют также в лесохозяйственных и мелиоративных целях.
Древесина кольцесосудистая, с отчётливым разделением на ядро и заболонь; ядро зеленовато-жёлтое, тёмно-жёлтое или тёмно-коричневое, иногда с золотистым оттенком; заболонь большей частью узкая, желтоватая. Годичные кольца прекрасно различимы.

## Классификация

### Виды
Объём рода разными источниками оценивается по-разному, обычно в пределах 10 видов. По информации базы данных The Plant List род состоит из 6 видов:
- Robinia elliottii (Chapm.) Ashe — Робиния Эллиота
- Robinia hispida L. — Робиния щетинистоволосая
- Robinia luxurians (Dieck) Rydb. — Робиния пышная
- Robinia neomexicana A.Gray — Робиния новомексиканская
- Robinia pseudoacacia L. — Робиния ложноакациевая, или Робиния лжеакация, или Робиния ложноакация, или Робиния обыкновенная, или Робиния псевдоакация
- Robinia viscosa Vent. — Робиния клейкая

Гибриды
- Robinia × ambigua Poir. — Робиния сомнительная, гибрид Робинии псевдоакации и Робинии клейкой. Дерево; побеги слегка клейкие, с мелкими колючками; цветки светло-розовые.
- Robinia × holdtii Beissn. — Робиния Гольдта, гибрид Робинии новомексиканской и Робинии псевдоакации. Дерево с розовыми цветками.
- Robinia × longiloba, гибрид Робинии щетинистоволосой и Робинии клейкой.

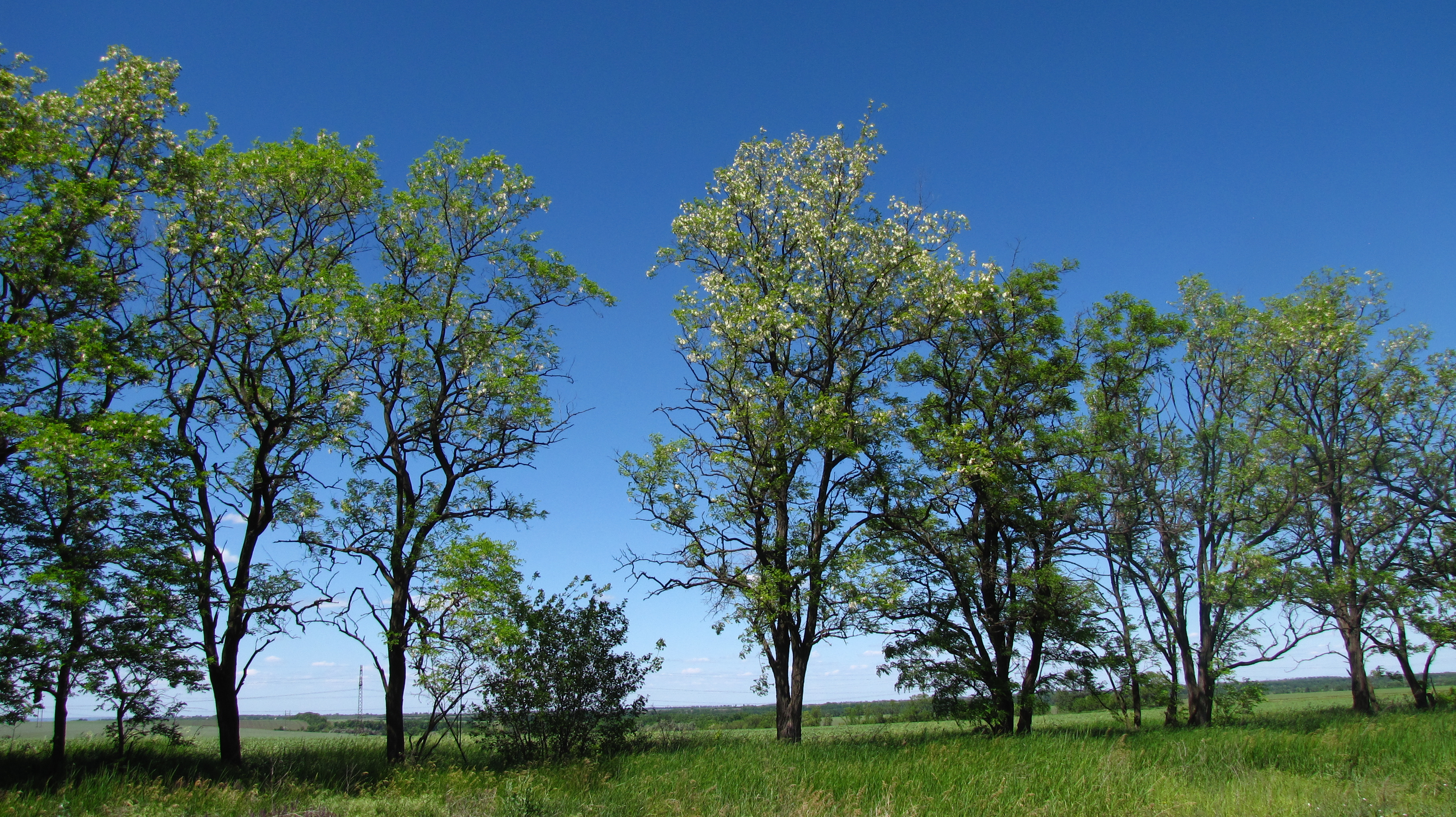
Лесополоса из робиний ложноакаций, начало июня

- Robinia × margarettiae Ashe — Робиния Маргарита, гибрид Робинии щетинистоволосой и Робинии псевдоакации. Кустарник; листочки снизу опушённые; цветки светло-розовые; ось кисти, цветоножки и чашечка опушённые и железистые.
- Robinia × slavinii Rehder — Робиния Славина, гибрид Робинии щетинистоволосой и Робинии псевдоакации. Кустарник; цветки розовые; ось кисти опушённая, без желёзок.

### Таксонометрическая схема
Род Робиния (Robinia) входит в подсемейство Мотыльковые (Faboideae) семейства Бобовые (Fabaceae) порядка Бобовоцветные (Fabales).
|  |                                      |  |                                                             |                                                             |                   |  | ещё 4 семейства (согласно Системе APG II) | ещё 4 семейства (согласно Системе APG II)    |                                              |  |                  |  | ещё около 470 родов | ещё около 470 родов |  |
|  |                                      |  |                                                             |                                                             |                   |  | ещё 4 семейства (согласно Системе APG II) | ещё 4 семейства (согласно Системе APG II)    |                                              |  |                  |  | ещё около 470 родов | ещё около 470 родов |  |
|  |                                      |  |                                                             | порядок Бобовоцветные                                       |                   |  |                                           |                                              | подсемейство Мотыльковые                     |  |                  |  |                     |                     |  |
|  |                                      |  |                                                             | порядок Бобовоцветные                                       |                   |  |                                           |                                              | подсемейство Мотыльковые                     |  | от 8 до 10 видов |  |                     |                     |  |
|  | отдел Цветковые, или Покрытосеменные |  |                                                             |                                                             | семейство Бобовые |  |                                           |                                              | род Робиния                                  |  |                  |  |                     |                     |  |
|  | отдел Цветковые, или Покрытосеменные |  |                                                             |                                                             |                   |  |                                           |                                              |                                              |  |                  |  |                     |                     |  |
|  |                                      |  | ещё 44 порядка цветковых растений (согласно Системе APG II) | ещё 44 порядка цветковых растений (согласно Системе APG II) |                   |  |                                           | ещё 2 подсемейства (согласно Системе APG II) | ещё 2 подсемейства (согласно Системе APG II) |  |                  |  |                     |                     |  |
|  |                                      |  |                                                             | ещё 44 порядка цветковых растений (согласно Системе APG II) |                   |  |                                           |                                              | ещё 2 подсемейства (согласно Системе APG II) |  |                  |  |                     |                     |  |